# Divača
Divača là một khu tự quản (tiếng Slovenia: občine, số ít – občina) trong vùng Obalno-kraška của Slovenia. Divača có diện tích 145 km2, dân số là theo điều tra ngày 31 tháng 3 năm 2002 là 3814 người. Thủ phủ khu tự quản Divača đóng tại Divaca.